# Kolbäcks landskommun
Kolbäcks landskommun var en tidigare kommun i Västmanlands län.

## Administrativ historik
Kommunen bildades i Kolbäcks socken i Snevringe härad i Västmanland när 1862 års kommunalförordningar trädde i kraft.
Vid kommunreformen 1952 bildade den storkommun då förutvarande landskommunerna Rytterne och Säby lades samman med Kolbäck.
1971 uppgick Rytterne församling i Västerås kommun och övriga delar i den nybildade Hallstahammars kommun.
Kommunkod 1952-1970 var 1906.

### Kyrklig tillhörighet
I kyrkligt hänseende tillhörde kommunen Kolbäcks församling. Den 1 januari 1952 tillkom Rytterne församling och Säby församling.

## Geografi
Kolbäcks landskommun omfattade den 1 januari 1952 en areal av 127,36 km², varav 125,50 km² land.

### Tätorter i kommunen 1960
| Tätort             | Folkmängd |
| ------------------ | --------- |
| Kolbäck            | 1 871     |
| Sörstafors         | 420       |
| Kvicksund, del ava | 316       |
| Mölntorp           | 270       |
| Herrskogen         | 207       |

Tätortsgraden i kommunen var den 1 november 1960 61,9 procent.

## Politik

### Mandatfördelning i valen 1938-1966
| 2 | 17 |  | 3 | 2 |

| 22 |

|  | 16 | 8 |

| 22 |

|  | 17 |  | 3 | 3 |

| 22 |

|  | 22 | 4 | 6 | 2 |

| 30 | 5 |

|  | 22 | 4 | 5 | 3 |

| 30 | 5 |

|  | 21 | 4 | 4 | 5 |

| 30 | 5 |

|  | 21 | 5 | 4 | 4 |

| 29 | 6 |

|  | 14 | 4 | 3 | 3 |

| 21 | 4 |